# Châteauroux Classic de l'Indre 2005
La Châteauroux Classic de l'Indre 2005, seconda edizione della corsa e valida come evento dell'UCI Europe Tour 2005 categoria 1.1, si svolse il 21 agosto 2005 su un percorso di 198 km. Fu vinta dal francese Jimmy Casper che terminò la gara in 4h15'48", alla media di 46,44 km/h.
Al traguardo 127 ciclisti portarono a termine il percorso.

## Ordine d'arrivo (Top 10)
| Pos. | Corridore           | Squadra         | Tempo    |
| ---- | ------------------- | --------------- | -------- |
| 1    | Jimmy Casper        | Cofidis         | 4h15'48" |
| 2    | Danilo Napolitano   | LPR-Piacenza    | s.t.     |
| 3    | Jean-Patrick Nazon  | AG2R Prév.      | s.t.     |
| 4    | William Bonnet      | Auber 93        | s.t.     |
| 5    | Anthony Geslin      | Bouygues Tél.   | s.t.     |
| 6    | David García Dapena | Liberty Seguros | s.t.     |
| 7    | Linas Balciunas     | Agritubel       | s.t.     |
| 8    | Bobbie Traksel      | Mr Bookmaker    | s.t.     |
| 9    | Jaan Kirsipuu       | Crédit Agricole | s.t.     |
| 10   | Jonas Holmkvist     | Amore & Vita    | s.t.     |